# Oxyagrion terminale
Oxyagrion terminale là một loài chuồn chuồn kim trong họ Coenagrionidae.
Oxyagrion terminale được Selys miêu tả khoa học năm 1876.